# Tuyuneri
Tuyuneri (Toyoeri, Toyeri, Toioeri, Tuyoneiri) /= oni što žive nizvodno; 'those who live downstream', / pleme američkih Indijanaca iz grupe Harakmbet, uže grupe Huachipaeri, velika porodica Arawakan, nastanjeno tropskim kišnim šumama Perua na rijeci Madre de Dios. Imenom Toyeri označava se ona skupina Harakmbuta što su u prošlosti živjeli uz madre de Dios do Inambarija. Arasaeri su za njih koristili termin Manuquiari. Tuyuneri su sjedilačko pleme koje živi od lova, ribolova, sakupljanja i obrađivanja polja. Nekoć su oni bili najbrojnija grupa Harakmbuta. U periodu buma gume mnogi su pobijeni, odvedeni u zarobljeništvo ili stradavaju od bolesti, pa su danas najmalobrojniji među Harakmbutima, Njiovi ostaci žive u Shiringayocu na madre de Dios i misiji Shintuya. O njihovoj kulturu nije mnogo poznato. Svaka Harakmbut podgrupa sastojala se od imenovanih teritorijalnih grupa, koja je ima jednu ili više kolektivnih nastambi poznatih kao maloka. Jezik ovog plemena dijalekt je jezika Huachipaire (Wacipaire, Wachipaire) i ima tek desetak govornika. Prema SIL-u jezično su najsrodniji sa Sapiterima, a Pukirieri i Manuquiari možda su njihove podgrupe.

## Vanjske poveznice
- Indigenous Communities from Peru: Toyoeri  Arhivirana inačica izvorne stranice od 27. rujna 2006. (Wayback Machine)